# Logan Bailly
Logan Bailly (* 27. Dezember 1985 in Lüttich) ist ein belgischer Fußballtorhüter.

## Vereinskarriere

### Karrierebeginn in Belgien
Logan Bailly spielte in seiner Jugend bis 1999 bei Cheratte und dem RFC Lüttich aus seiner Geburtsstadt. Danach ging er im Alter von 13 Jahren zum großen Stadtrivalen Standard Lüttich. Im Jahre 2002 wurde der junge Torwart vom damaligen belgischen Meister, dem KRC Genk, als Ersatzmann verpflichtet. Für die Saison 2003/04 ging Bailly zusammen mit zehn anderen Spielern seines Teams auf Leihbasis zum 1.-Division-Aufsteiger KVV Heusden-Zolder und absolvierte 16 Einsätze, darunter sein Erstligadebüt. Trotz der großen Anzahl von Spielerverpflichtungen konnte er mit Heusden-Zolder am Saisonende den Abstieg nicht verhindern, woraufhin er zum KRC Genk zurückkehrte. Dort blieb er aufgrund seiner noch fehlenden Erfahrung zunächst Ersatztorhüter und kam in zwei Jahren auf nur zwei Ligaeinsätze. Sein erstes Spiel für Genk bestritt er am 25. Februar 2005 bei der 0:1-Auswärtsniederlage bei seinem ehemaligen Verein Standard Lüttich. Dabei wurde der Torhüter nach einer roten Karte für Stammtorhüter Jan Moons in der 41. Minute für Thomas Chatelle eingewechselt. In der Saison 2006/07 konnte Bailly sich dann als Stammspieler durchsetzen und absolvierte bis auf eine Ausnahme alle Saisonspiele. Dabei blieb er 14-mal ohne Gegentreffer und war am zweiten Tabellenplatz und der Qualifikation zur UEFA Champions League 2007/08 der Genker beteiligt. In der Champions League schied sein Verein in der Folgesaison in der zweiten Qualifikationsrunde gegen den bosnischen Meister FK Sarajevo nach 2:2-Unentschieden aufgrund der Auswärtstorregel aus. Auch in der Liga lief es nicht mehr so erfolgreich für Bailly und seine Mannschaft und man erreichte nach der starken Vorsaison nur den zehnten Tabellenplatz.

### Borussia Mönchengladbach
Am 22. Dezember 2008 verpflichtete der Fußball-Bundesligist Borussia Mönchengladbach Bailly. Die Borussia stattete den Torhüter mit einem Vertrag bis zum 30. Juni 2013 aus. Als Schlussmann der Borussia überzeugte Bailly sofort mit starken Leistungen. Nach dem verhinderten Abstieg am Saisonende wurde er zum Spieler der Saison bei Mönchengladbach gewählt, obwohl er erst in der Winterpause verpflichtet worden war. In der Saison 2009/10 spielte der Belgier mit der Borussia im Mittelfeld der Liga und wurde am Ende Tabellenzwölfter. Während des Spiels gegen Schalke 04 am 17. April 2010 bereitete er durch einen Abschlag den zwischenzeitlichen Ausgleichstreffer von Raúl Bobadilla vor (Endstand 1:3) und erwarb damit einen Scorerpunkt. Am 10. Spieltag der Hinrunde 2010/11 wurde Bailly unter Trainer Michael Frontzeck Ersatztorwart. Nach der Verpflichtung von Lucien Favre als neuem Trainer wurde er zunächst wieder Stammtorwart, ab dem 29. Spieltag jedoch durch Marc-André ter Stegen ersetzt. Mönchengladbach landete auf dem 16. Tabellenplatz und konnte den Abstieg nur knapp in den Relegationsspielen gegen den VfL Bochum verhindern. In der Sommerpause 2011 verlieh Borussia Mönchengladbach Bailly für ein Jahr an den Schweizer Erstligisten Neuchâtel Xamax. Anfang Januar 2012 wurde der Leihvertrag aufgrund ausstehender Gehaltszahlungen aufgelöst.

### Rückkehr nach Belgien
Bailly hielt sich nach der erfolglosen Leihe in Neuchâtel zunächst bei seinem ehemaligen Verein KRC Genk fit und flog mit den Belgiern ins Trainingslager. Wenige Tage später einigte sich der KRC mit Borussia Mönchengladbach auf eine Ausleihe Baillys bis zum Saisonende mit Option auf eine Verlängerung. Zur Saison 2012/13 löste er seinen Vertrag bei der Borussia endgültig auf und wechselte zu Oud-Heverlee Löwen. In Löwen wurde Bailly sofort Stammtorhüter und erreichte mit seinem Verein in der Saison 2012/13 die Qualifikation für das Europa-League-Playoff der belgischen Liga. Dort unterlag man jedoch dem Verein KAA Gent deutlich mit 2:8 in zwei Spielen. Die recht erfolgreiche Saison konnte 2013/14 nicht wiederholt werden. Als Vorletzter musste Baillys Mannschaft diesmal zuerst in der Abstiegsrelegation gegen Schlusslicht RAEC Mons antreten und war dort erfolgreich. Für einen Klassenerhalt hätte der Verein jedoch zusätzlich die darauf folgende Aufstiegsrelegation der zweiten Liga gewinnen müssen. Dort setzte sich letztlich Royal Mouscron-Péruwelz durch und Löwen musste den Gang in die Zweitklassigkeit antreten. Torhüter Bailly blieb bei Löwen und startete mit seinem Team gut in die Saison. In der ersten Periode sicherte man sich die Teilnahme an den Aufstiegsplayoffs, welche Löwen am Saisonende dann ohne Niederlage für sich entscheiden und damit den sofortigen Wiederaufstieg perfekt machen konnte.

### Celtic Glasgow
Im Juli 2015 unterschrieb Bailly einen Dreijahresvertrag beim schottischen Erstligist Celtic Glasgow. Er debütierte für Celtic am 22. August 2015 bei einem 3:1-Auswärtssieg im Ligaspiel gegen Dundee United.

## Nationalmannschaft
Im März 2007 wurde Logan Bailly von Nationaltrainer René Vandereycken erstmals in das Aufgebot der belgischen Fußballnationalmannschaft berufen, kam jedoch zu keinem Einsatz. In der U-21-Nationalmannschaft war er gesetzter Torwart und spielte u. a. bei der U-21-Fußball-Europameisterschaft 2007 in den Niederlanden. Bei den Olympischen Sommerspielen 2008 war er ebenfalls der Stammtorhüter der Auswahl und kam mit seiner Mannschaft bis ins Halbfinale. Im März 2009 wurde Bailly erneut für den A-Nationalkader der Belgier berufen, aber erst der neue belgische Nationaltrainer Dick Advocaat setzte ihn am 10. Oktober 2009 beim 2:0 gegen die Türkei erstmals in der A-Mannschaft ein.

## Persönliches
Logan Bailly und seine Freundin wurden am 19. April 2005 Eltern einer Tochter, deren Name Bailly sich auf seinen Arm tätowieren ließ.
2007 erhielt er vom belgischen Fernsehsender één und dem Wochenblatt HUMO den Preis für Belgiens sexiesten Fußballer des Jahres.
Am 6. Juni 2011 wurde Bailly von der 12. Strafkammer des Lütticher Justizpalastes zu fünf Monaten Freiheitsstrafe verurteilt, deren Vollstreckung auf Bewährung ausgesetzt wurde. Er hatte am 16. Mai 2005 gemeinsam mit seinem Bruder Kevin auf dem Parkplatz vor dem Restaurant „La Maison du Peket“ in Lüttich zwei Fans von Standard Lüttich schwer verletzt.

## Erfolge
- Schottischer Meister: 2016, 2017
- Schottischer Ligapokal: 2017